# Méaty Fleuron
Pour les articles homonymes, voir Fleuron.
Ne doit pas être confondu avec Juliette Méaly.
Méaty Fleuron (née Rauscher), souvent appelée Mlle Méaty, est une artiste de café-concert de la Belle Époque. 
Elle est connue pour avoir joué des « rôles à maillot ».

## Biographie
Elle est la sœur de Lise Fleuron,. En 1895, elle débute au Concert Européen. Elle chante au Bataclan et fait une tournée avec Paulus à Aix-les-Bains, en 1897.

## Représentations
- 1889 : On n'en parlera pas, revue de l'année de A. Lemonnier et Gardel, musique de Charles Malo, à l'Eldorado (19 décembre)
- 1891 : Fraternisons !, revue de l'année au théâtre des Menus-Plaisirs (10 décembre) : la commère[6]
- 1892 : Articles de Paris, opérette en 3 actes de Maxime Boucheron, musique d'Edmond Audran, au théâtre des Menus-Plaisirs (mars) : Jeanne[7]
- 1892 : Premier Paris, revue en 3 actes et 8 tableaux d'Albert Millaud et Charles Clairville, au théâtre des Variétés (octobre) : la commère[8]
- 1893 : Le Talisman, opéra-comique en 3 actes et 5 tableaux d'Adolphe Dennery et Paul Burani, musique de Robert Planquette, au théâtre de la Gaîté (20 janvier) : Michelette
- 1894 : Le 3e Hussards, opéra-comique en 3 actes et 6 tableaux d'Antony Mars et Maurice Hennequin, musique de Justin Clérice, au théâtre de la Gaité (mars) : Christiane Petersen[9]
- 1895 : Le Diable au couvent, folie-vaudeville de Celmar et Eugène Hugot au Concert Européen[10],[11],[12].
- 1895 : Paris à tous les diables, revue de Celmar et Eugène Hugot, dans le rôle de la Commère, au Concert Européen[4],[13],[14].
- 1896 : Fricoteurs, vaudeville de Plébins, à l'Alcazar de Marseille[15].
- 1896 : Le Mannequin, pantomime de Fréderic Deslandes au Concert Européen[16].
- 1896 : Le Fusilier Larifla, vaudeville de Gardel-Hervé au Concert Européen[17].
- 1896 : La Cage à Coco, de Louis Battaille et Julien Sermet, au Casino d'Hammam Lif, Cassenoisette[18] au Bataclan[19],[20].
- 1897 : Pavie, opéra-comique de Justin Clérice, livret de Léon Garnier, au  Bataclan[5], puis à l'Alhambra de Marseille, Fanfan[21],[22].
- 1897 : La Faridondon ou les refrains du siècle arrangés, de Paul Gavault et Victor de Cottens, au Trianon, 30 septembre[23],[24].
- 1899 : Paris boycocotté, revue à grand spectacle en 2 actes et 7 tableaux d'Eugène Héros et Charles Mougel, musique de Charles Raiter, à la Scala (23 décembre) : Chichi / le torero / Joli Gilles[25],[26],[27],[28].
- 1900 : La Revue Roulante, d'Eugène Héros et Albert Cellarius, musique d'Eugène Dédé, au Bataclan[29],[30],[31].
- 1900 : Madame Méphisto, fantaisie-féérie en 2 actes et 7 tableaux d'Hector Monréal et Henri Blondeau, à Parisiana (janvier) : Mme Méphisto
- 1901 : Vite… Vite… à Parisiana !, revue de Francisque Verdellet et Raoul Cinoh, à Parisiana[32].
- 1901 : Tout le monde sur le pont !, revue à grand spectacle de Paul Gavault et Jean Varney, aux Ambassadeurs (23 juillet)[33],[34],[35].
- 1902 : La Gran Via, zarzuela en un acte de Felipe Perez, adaptation de Maurice Ordonneau, musique de Federico Chueca et Valverde, au théâtre de l'Olympia (mai)[36]
- 1905 : La Revue de la Scala, à la Scala[1].
- 1907 : La Revue de la Femme, revue en 2 actes et 8 tableaux de Lucien Boyer et Henri Battaille, au Moulin-Rouge (septembre)
- 1908 : L'Année en l'air, revue en 2 actes et 10 tableaux d'André Mouëzy-Éon et Henri Battaille, à l'Apollo (19 décembre)
- 1909 : Vas-y, mon Prince !, fantaisie à grand spectacle d'Henry de Gorsse et Georges Nanteuil, à La Cigale (mars)

## Iconographie
Ses photographies sont publiées dans le catalogue La Référence des portraits contemporains, publié par la Librairie Nilsson, en 1899 et 1900.
Son image est utilisée pour des publicités pour des cigarettes en Espagne et des conserves au Portugal.